# Idioma gugadj
Gugadj (Kukatj), o Kalibamu, es una lengua pama extinta de la Peninsula del Cabo York, Queensland, Australia.